# Pana Fútbol Club Serpientes Rojas
El Pana Fútbol Club Serpientes Rojas, más conocido como Pana Serpientes Rojas, es una entidad deportiva con sede en Coatepeque, Quetzaltenango, Guatemala. Fue fundado oficialmente como un club de fútbol el 17 de septiembre de 2015 por el señor Julio Mejía bajo el nombre de Pana Fútbol Club Serpientes Rojas.
Actualmente juega en el grupo D de la Segunda División de Guatemala en la temporada 2015-2016.

## Jugadores y Cuerpo Técnico
- Los equipos de la Segunda División están limitados a tener en la plantilla solo jugadores de nacionalidad Guatemalteca.

### Altas Apertura 2015
| Jugador         | Posición       | Procedencia  |
| --------------- | -------------- | ------------ |
| Charly Blanco   | Delantero      | Agente Libre |
| Oscar Alvarado  | Centrocampista | Agente Libre |
| Cesar Cifuentes | Centrocampista | Agente Libre |
| David Rodas     | Centrocampista | Agente Libre |
| Donald Monzón   | Defensa        | Agente Libre |
| Jose Tovar      | Defensa        | Agente Libre |
| Porfirio Reyes  | Defensa        | Agente Libre |
| Carlos Andrade  | Guardameta     | Agente Libre |